# رابدومیولیز

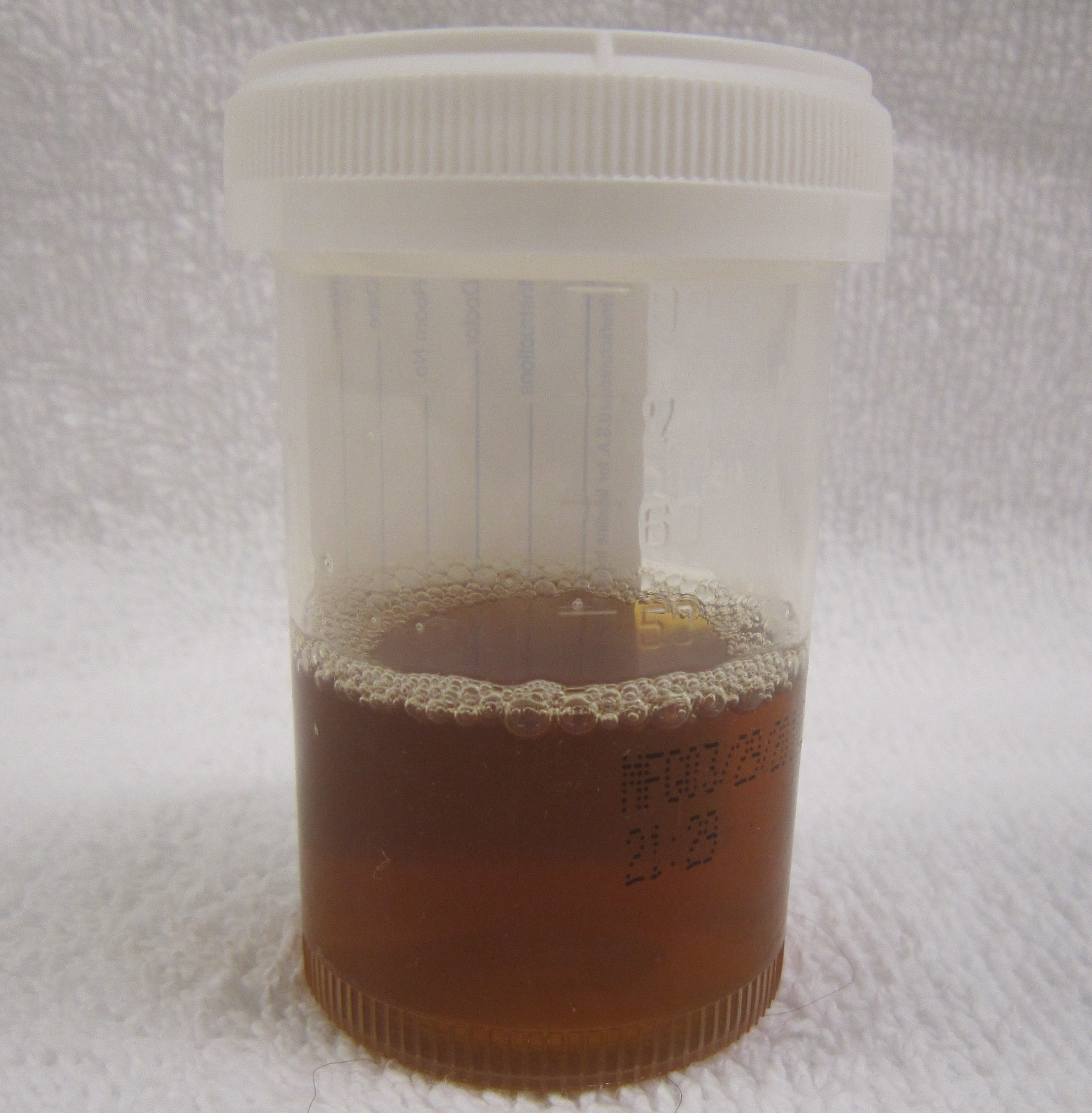
نمونه ادرار گرفته شده از یک شخص با رابدومیولیز

رابدومیولیز (Rhabdomyolysis) یا واپاشی ماهیچه مخطط، آسیب و تخریب عضلات اسکلتی است. سلول‌های عضلانی اسکلتی تخریب و محتویات آن‌ها به خون وارد می‌شود. در صورت تخریب سریع این سلول‌ها، میوگلوبین آزاد شده در خون اثرات سمی بر کلیه دارد و حتی می‌تواند موجب نارسایی کلیوی شود. از دلایل رابدومیولیز ماندن در زیر آوار، عوارض دارویی، اختلالات متابولیک، فعالیت ورزشی شدید، کزاز، تشنج، عفونت مانند ویروس آنفلوآنزا، مواد مخدر و … است.

## تظاهرات بالینی
درد ماهیچه، ضعف، تهوع، افت فشار خون، تورم عضلات، گیجی، ادرار تیره و میوگلوبینوری از علائم این وضعیت هستند.

## علت‌ها
علت‌ها به لیست زیر محدود نیست:
- عوارض داروها (استاتین، فیبرات)
- تداخل برخی داروها
- سندرم له شدگی
- بعضی انواع مواد مخدر
- برخی عفونت‌ها
- دلایل دیگر

زمینهٔ ارثی می‌تواند احتمال رابدومیولیز را بالا ببرد.

## سندرم له‌شدگی
در بیمارانی که به مدت زیادی زیر آوار ساختمانی باقی می‌مانند به علت فشار وارده به اندام، خونرسانی به آن قطع می‌شود. پس از گذشت حدود شش ساعت از قطع خونرسانی به اندام، سلول‌های عضلات می‌میرند. مردن سلول‌های عضلانی موجب آزاد شدن محتویات آن‌ها مانند میوگلوبین به بیرون می‌شود. مشکل از زمانی شروع می‌شود که فرد مصدوم از زیر آوار خارج می‌شود. در این زمان جریان خون دوباره به اندام و بافت‌ها برقرار می‌شود ولی این بازگشت جریان خون نمی‌تواند سلول‌های مرده را زنده کند و در عوض میوگلوبولین‌های آزاد شده را با خود از محیط خارج و وارد جریان خون می‌کند. این مواد باید دفع شوند و کلیه وظیفه دفع آن‌ها را به عهده دارد. به علت ورود حجم وسیعی از میوگلوبولین به کلیه، این مواد در لوله‌های کلیه رسوب کرده و آن‌ها را از کار میندازند لذا کلیه دچار نارسایی حاد می‌شود.
مرگ سلول‌های عضله موجب آزاد شدن مقادیر فراوانی از فسفر، اسید لاکتیک و پتاسیم به جریان خون می‌شود و این مواد هم برای بیمار مشکلاتی را به وجود می‌آورند.